# Myospila sordida
Myospila sordida este o specie de muște din genul Myospila, familia Muscidae. A fost descrisă pentru prima dată de Stein în anul 1910. Conform Catalogue of Life specia Myospila sordida nu are subspecii cunoscute.